# Lac du Lou
Le Lac du Lou est un lac d'altitude en Savoie, sur la commune de Saint-Martin-de-Belleville, traversé par le torrent du Lou, un affluent du doron de Belleville.

## Présentation

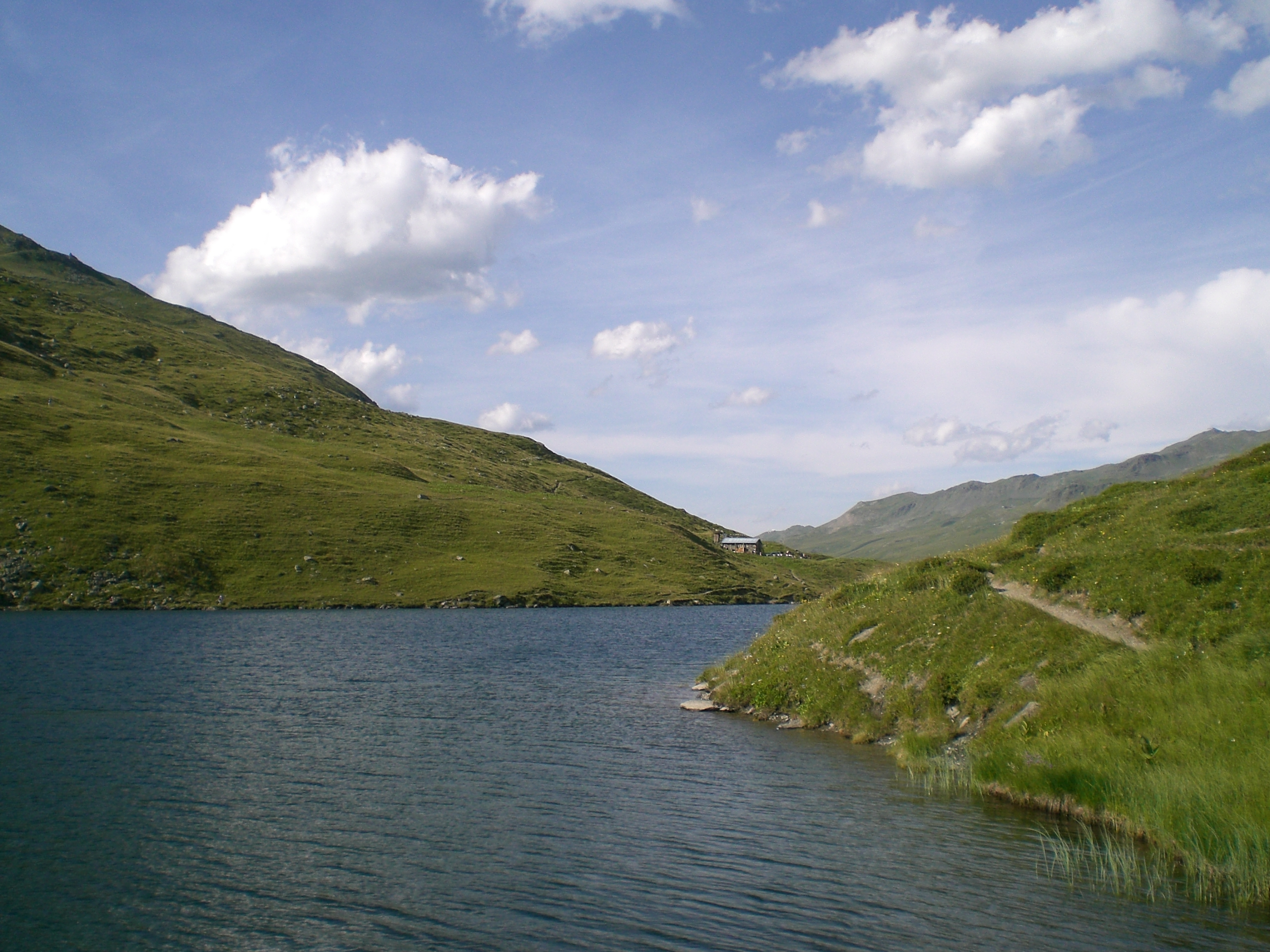
Lac du Lou vers l'aval et le refuge.

Situé sur la commune de Saint-Martin-de-Belleville, il est à proximité de la station des Menuires et en dessous de la station de Val Thorens.
À l'aval du lac, près de son émissaire, un refuge de montagne (2 045 m) est implanté,. Le tour du lac est possible pour les marcheurs expérimentés,,.

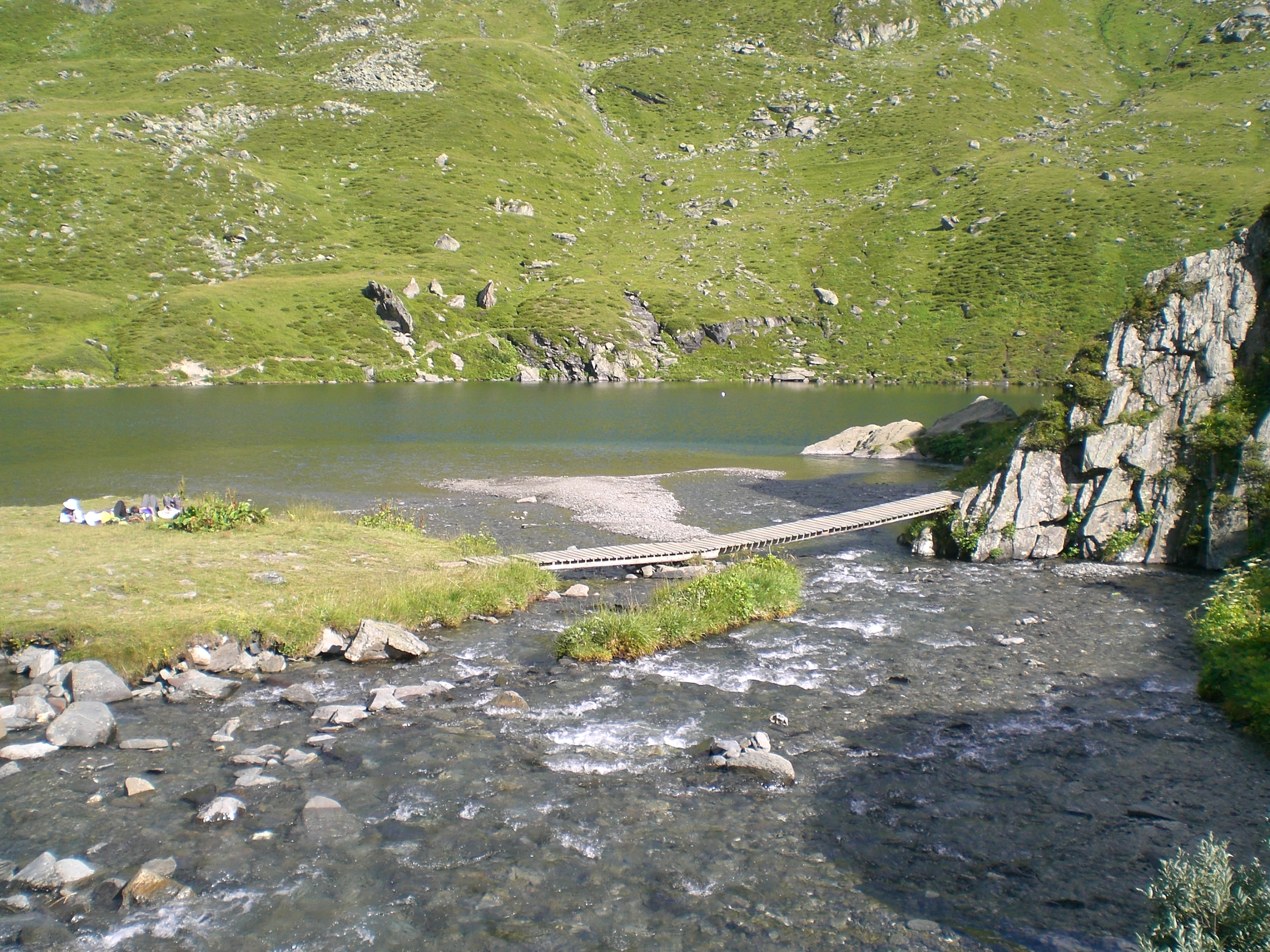
Lac du Lou - arrivée du torrent du Lou avec la passerelle piéton pour le tour du Lac et la plage

Le lac a été créé par un éboulement rocheux.